# Martirio di sant'Agata (Giambattista Tiepolo Padova)
Il Martirio di sant'Agata è un dipinto del 1736 di Giambattista Tiepolo che si trova nel museo della Basilica del Santo a Padova.
L'opera era originariamente situata in una delle cappelle radiali dell'abside.

## Storia
La pala fu commissionata per la cappella della santa nel 1734 al termine di una serie di lavori di adeguamento della basilica. Finito nel 1736 fu collocata nel gennaio 1737 sul nuovo altare patrocinato dalla famiglia Buzzaccarini. Fu danneggiata da un incendio nel 1772 e dai successivi sciagurati restauri.
L'opera venne entusiasticamente lodata dai contemporanei e in particolare Francesco Algarotti e Charles-Nicolas Cochin fecero ancora in tempo a osservarla integra esprimendo il loro positivo apprezzamento.
A fine Ottocento si volle far ritornare la basilica ad una purezza gotica eliminando le «incrostazioni barocche» e la cappella, rimaneggiata da Camillo Boito, fu dedicata a santa Rosa da Lima. Così questa e diverse altre tele settecentesche presero allora la strada per l'attiguo e nascente museo.
Un successivo Martirio di sant'Agata, dipinto dal Tiepolo per la benedettine di Lendinara, si trova ora alla Gemäldegalerie di Berlino.

## Descrizione e stile
La pala è costruita attorno alla figura della giovane martire inginocchiata, con lo sguardo rivolto verso il cielo e le braccia atteggiate ad offerta. A differenza dell'illuminazione laterale delle altre figure, Agata appare come colpita in pieno da una luce divina e caratterizzata da colori più pallidi rispetto all'acceso cromatismo contrasto del resto della scena. A sinistra una donna la sorregge aiutandola a coprire pudicamente il torso mutilato e a destra assiste un giovane con una corta tunichetta romana (forse un altro personaggio destinato al martirio). Ancora a sinistra la figura a torso nudo del carnefice osserva mentre si appresta a reinguianare la spada con una esasperata torsione del corpo. Ai suoi piedi è prostrata una figura che con la mano protegge gli occhi dall'orrore della scena. Subito dietro al boia alcune figure armate e in tenuta orientale osservano. Sopra la luce radente della griglia alle spalle del carnefice appare in una nuvola san Pietro benedicente accompagnato da un angioletto. Apparizione che, secondo una tradizione, avrebbe portato alla veloce guarigione delle ferite della martire. L'ambientazione in una struttura architettonica torvamente asimmetrica pare prefigurare Piranesi. I seni tagliati rimangono, sopra un rituale piatto, in una posizione marginale. 
Descrivendo il Martirio di sant'Agata padovano Algarotti scrisse: 
Ed in effetti corrisponde alla ricerca tiepolesca di evitare gli eccessi descrittivi e, pur mantenendosi nei limiti dell'ortodossia religiosa, indagare sulla psicologia, diremmo oggi, dei differenti santi rappresentati. Fu dipinto più o meno contemporaneamente al "trittico" di Sant'Alvise e come in questo riuscì a narrare episodi carichi di pathos e violenza senza giungere ad un sapore melodrammatico, cercando invece una rappresentazione realistica, ma di contenuta dignità.
Nella seconda metà dell'Ottocento John Addington Symonds, uno dei primi rivalutatori del Tiepolo, sottolineava come Tiepolo avesse la capacità di dissimulare il tragico nella bellezza. Cosa rilevante per la cultura protestante inglese poco avvezza alle trucide rappresentazioni medievali o rinascimentali dei martiri.  E infatti pochi anni prima Anna Brownell Jameson sottolineò come la Sant'Agata del Tiepolo fosse «meno orripilante di altri» dipinti da Sebastiano del Piombo o Van Dyck.
Di tono diverso è la critica di scuola longhiana che rimprovera agli stessi elementi, proprio quelli invece lodati dagli altri, un eccesso di teatralità oltre a sottolineare la sovrabbondanza di panneggi e salvando solo l'impianto scenografico per il gusto quasi già romantico.
Della pala è noto un bozzetto preparatorio, già nella collezione Broglio di Parigi; leggermente allargato, sposta sul fondo a sinistra della medesima ambientazione gli orientali armati e san Pietro viene rappresentato sorreggere Agata. Una figura femminile è seduta di spalle davanti all'arco delle segrete. Soltanto il carnefice, questa volta indossando una corazza, accenna la medesima postura.